# 袁經 (弘治庚戌進士)
袁經（1456年—1512年），字大倫，湖廣長沙府寧鄉縣人，軍籍，明朝政治人物。

## 生平
成化十九年（1483年）癸卯科湖廣鄉試第四十七名舉人。弘治三年（1490年）中式庚戌科會試第九十四名，三甲第四十四名進士。授西安府推官，九年六月选授河南道试监察御史，十年八月实授，十五年二月升山东按察司佥事，丁憂，正德四年（1509年）十二月起升陕西按察司副使，六年二月升山东按察使，十二月升都察院右佥都御史巡抚辽东，七年閏五月改大同巡抚，六月卒于赴任途中

## 家族
曾祖袁繼福；祖父袁祖達；父袁勝良，母黃氏。慈侍下